# Ariadna elaphra
Ariadna elaphra är en spindelart som beskrevs av Wang 1993. Ariadna elaphra ingår i släktet Ariadna och familjen sexögonspindlar. Inga underarter finns listade i Catalogue of Life.